# Heinz Kubsch
Heinz Kubsch (20 juillet 1930 à Essen - 24 octobre 1993) est un footballeur international allemand qui évoluait au poste de gardien de but.

## Club
- 1951-1961 :  FK 03 Pirmasens

## Palmarès
- 3 sélections en équipe d'Allemagne entre 1953 et 1956
- Vainqueur de la Coupe du monde 1954 avec l'Allemagne